# Мак-Таггарт, Уильям
Уильям Мак-Таггарт (англ. William McTaggart, 25 октября 1835 г., Арос, близ Кэмпбелтауна, Аргайлшир, Шотландия — 2 апреля 1910 г., Бруминоув, близ Эдинбурга) — шотландский художник второй половины XIX — начала XX века. Один из крупнейших шотландских пейзажистов викторианской эпохи.

## Биография
Родился в Западной Шотландии, в семье мелкого арендатора. Благодаря помощи местного аптекаря, доктора Джона Бьюкенена, в 1852 году поступил в художественную академию Трастис в Эдинбурге (англ. Trustees Academy). Ещё будучи студентом Академии, Мак-Таггарт получал различные призы и премии на художественных выставках и конкурсах. В 1870 году он стал членом Королевской шотландской академии искусств.
Первоначально Уильям Мак-Таггарт писал малоформатные полотна, изображающие жанровые сценки в стиле прерафаэлитов. Их темой часто были изображения детей и их будни. После 1870 года художнику стали присущи прибрежные и морские пейзажи, выполненные в стиле импрессионизм и рисованные им на природе. Вследствие этого Мак-Таггарт в современной ему прессе был назван «шотландским импрессионистом». Наиболее известные работы мастера, его пейзажи, относятся именно к этому, «импрессионистскому» периоду его творчества. Работал также в жанре ню; изображал женскую и мужскую обнажённую натуру.
Уильям Мак-Таггарт был дважды женат. Первой его супругой была Мэри Холмс. Художник вступил с ней в брак в возрасте 28 лет, в 1863 году. Мэри скончалась в 1884, в возрасте 47 лет. Вторично художник женится на Марджери Хендерсон, пережившей мужа и скончавшейся в 1936 году. Сам Уильям Мак-Таггарт похоронен в Эдинбурге.

## Галерея

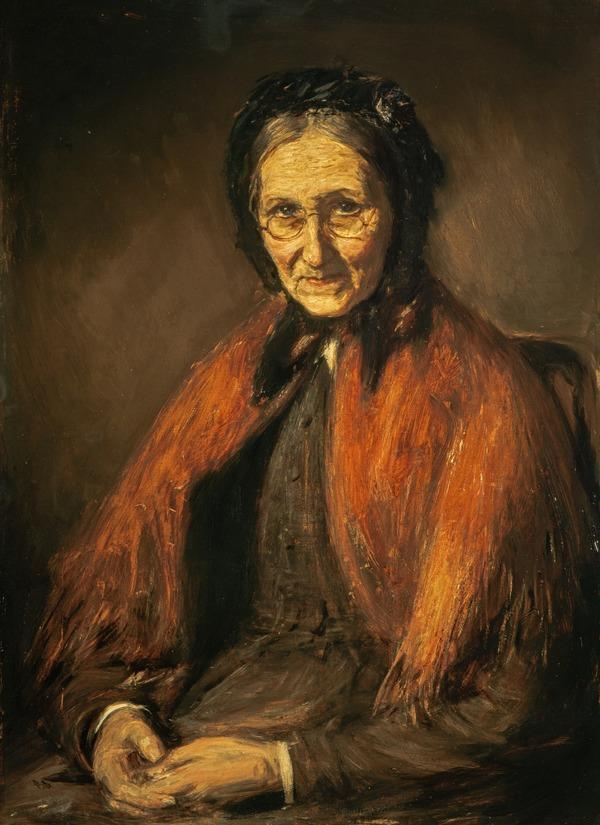
Мать художника, Национальная галерея Шотландии
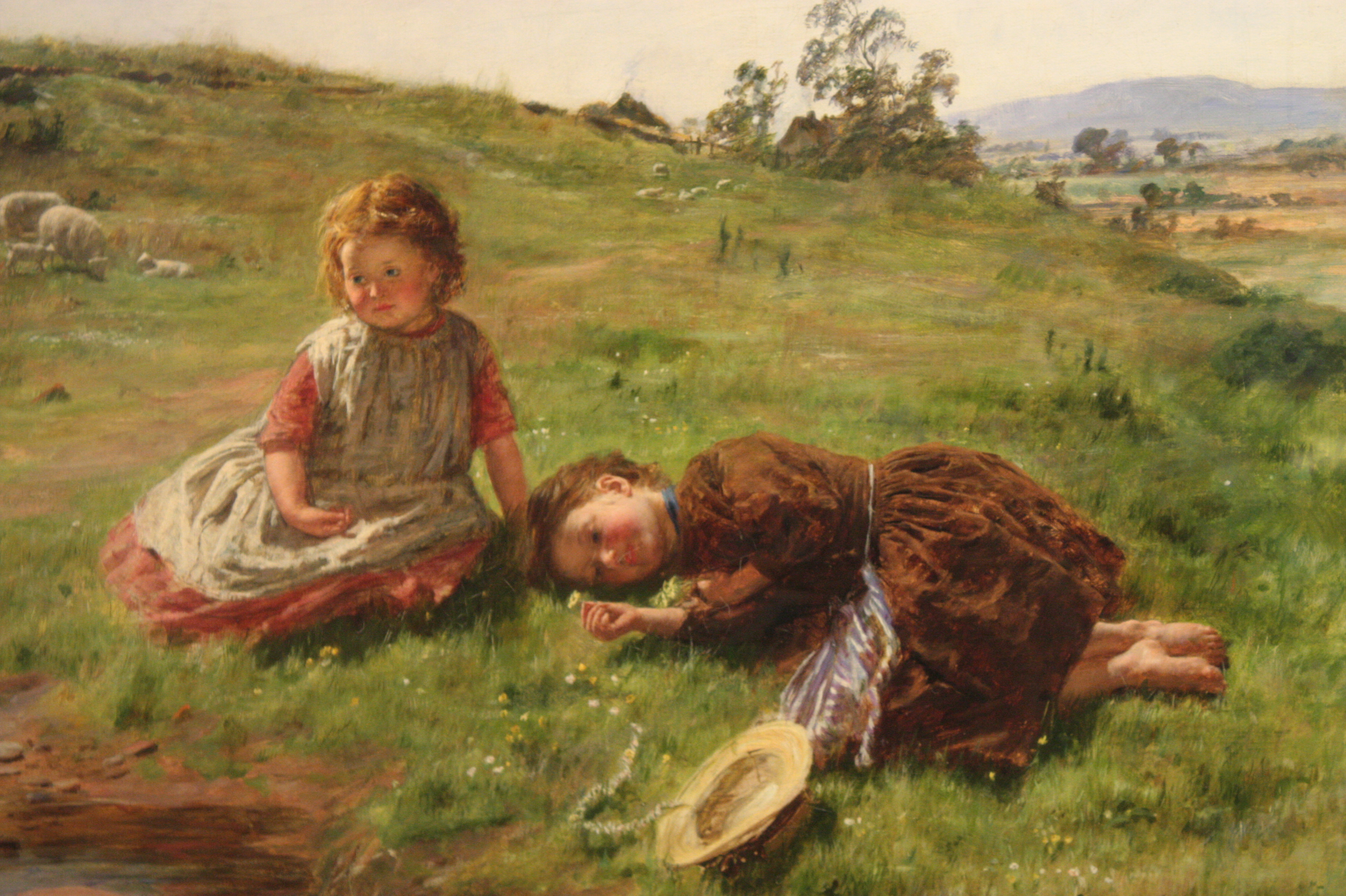
Весна (1864)
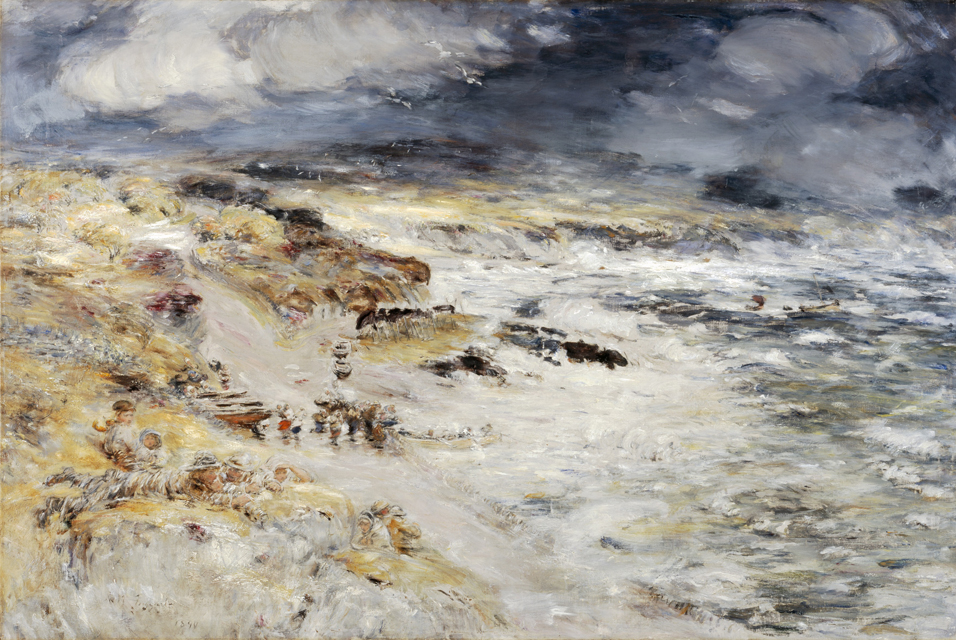
Речной поток (1890), Национальная галерея Шотландии, Эдинбург.
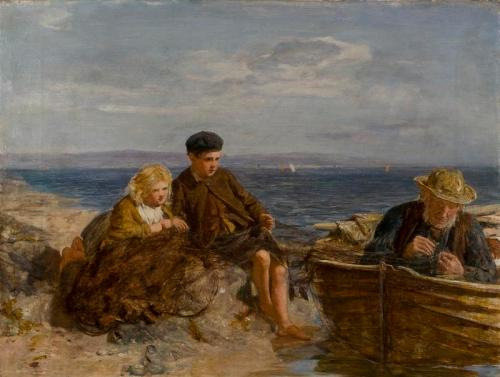
Старая сеть
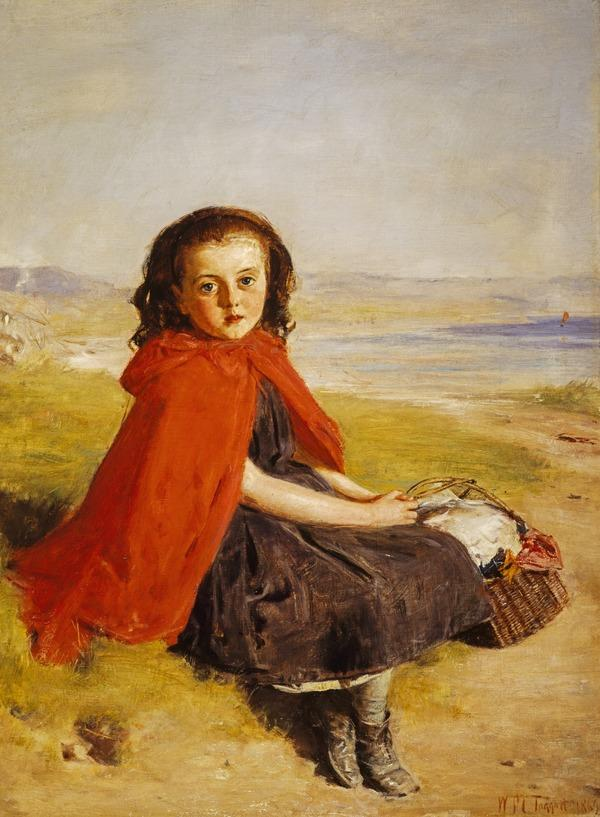
На полпути домой (1869)
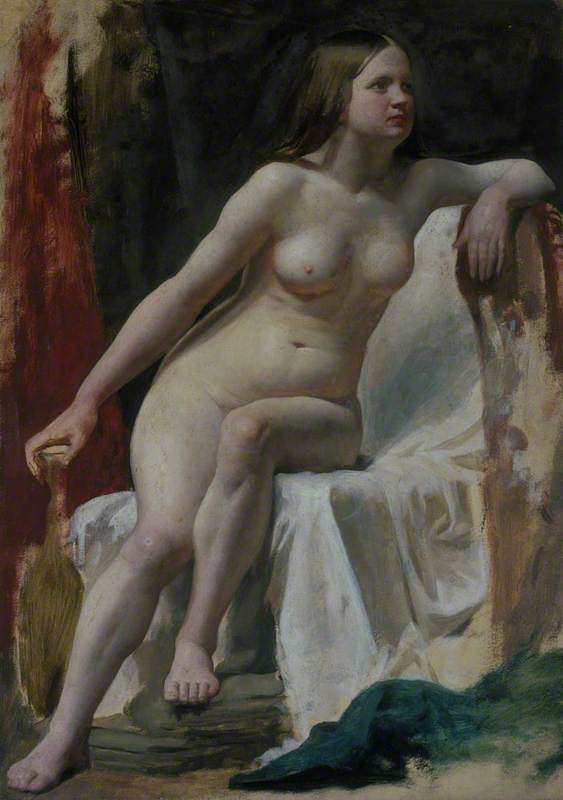
Сидящая обнажённая женская модель, драпированная белым (ок. 1854)
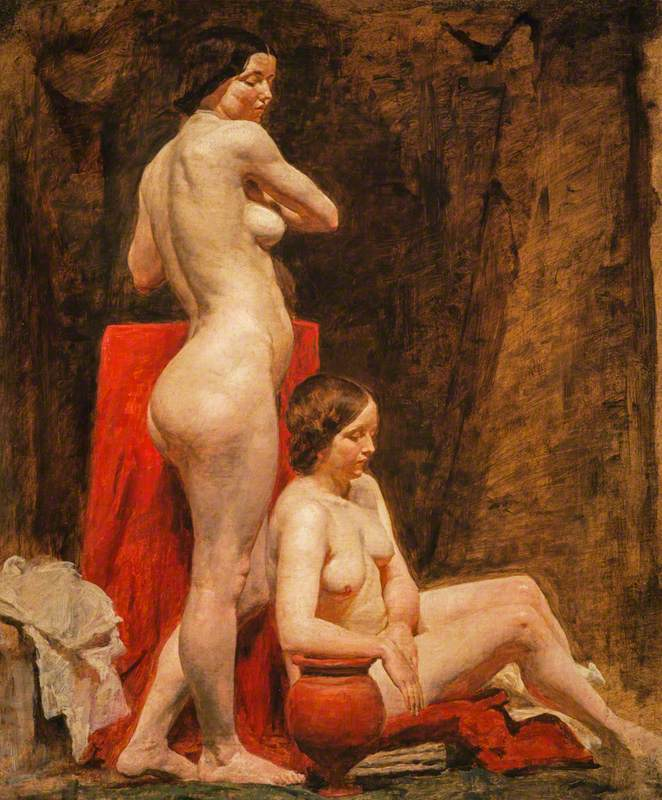
Две обнажённые женские модели (1858).

## Дополнения
- Уильям Мак-Таггарт в Национальной галерее Шотландии (National Galleries of Scotland). www.nationalgalleries.org. Дата обращения: 19 октября 2023.
- Полотна Уильяма Мак-Таггарта в лондонской галерее Тейт. www.tate.org.uk. Дата обращения: 19 октября 2023.